# Zión Moreno
Pour les articles homonymes, voir Moreno.
Zión Moreno, née le 23 février 1995  à El Paso (Texas), est une actrice américaine, notamment connue pour ses rôles dans Control Z et Gossip Girl.

## Filmographie

### Cinéma
- 2019 : K-12 de Melanie Martinez et Alissa Torvinen : Fleur

### Télévision
- 2020 : Control Z : Isabela de la Fuente (8 épisodes)
- 2021–2023 : Gossip Girl : Luna La (14 épisodes)
- 2021–2022 : Claws : Selena (4 épisodes)